# 플레밍 라스무센
플레밍 라스무센(Flemming Rasmussen, 1958년 ~ )은 덴마크의 음악 프로듀서로, 덴마크 코펜하겐에 있는 스윗 사일런스 스튜디오의 소유주이자 설립자이다.
라스무센은 현재 헬싱외르에 있는 스위트 사일러스 노스(Sweet Silence North)의 주요 엔지니어/프로듀서이다.

## 생애
그의 경력 전반에 걸쳐 라스무센은 다양한 음악 장르와 작업했지만 헤비메탈 작업으로 가장 잘 알려져 있다.
라스무센은 프로듀서 겸 엔지니어인 프레디 핸손(Freddy Hansson)이 운영하는 로센버그 스튜디오(Rosenberg Studios) 시설에서 어시스턴트로 경력을 시작했다. 1976년 핸손은 스위트 사일런스 스튜디오(Sweet Silence Studios)를 설립하고 라스무센을 데려왔다. 1980년에 라스무센은 스튜디오의 공동 소유주가 되었고 1년 후 엔지니어가 되어 레인보우의 1981년 앨범 Difficult to Cure를 녹음했다. 이것은 이후 앨범 Ride the Lightning (1984) 작업을 위해 라스무센을 데려온 메탈리카를 매료시켰다. 파트너십은 진행 중인 두 개의 스튜디오 앨범인 Master of Puppets(1986)와 ...And Justice for All(1988)까지 계속되었다.
그는 또한 모비드 엔젤(Morbid Angel)의 앨범 Covenant, 블라인드 가디언(Blind Guardian)의 앨범 Imaginations from the Other Side, The Forgotten Tales and Nightfall in Middle-Earth, Artillery's By Inheritance, Ensiferum's Iron 등을 프로듀싱했다. 1999년 그는 아파트 단지와 주차장을 만들기 위해 2009년 철거된 스윗사일런스를 인수했다. 라스무센은 코펜하겐의 Winding Road Studios로 이사했다. 그런 다음 2014년 1월에 떠나 스위트 사일런스 노스라는 이름으로 코펜하겐 북쪽 헬싱외르에서 스위트 사일런스(Sweet Silence)를 다시 열었다.
라스무센은 1989년 메탈리카의 "One"을 제작하여 그래미상을 수상했다. 1994년 덴마크 그래미상은 소트 솔의 Glamourpuss에 대한 작업으로 그를 올해의 프로듀서로 인정했다. 플레밍은 또한 2007년 데뷔작인 Enter the Grave를 에빌(Evile)과 함께 작업했으며 2014년에는 Monte Pittman "The Power of Three"를 작업했다.